# Orissa Post
Orissa Post is een Engelstalig dagblad in de Indiase deelstaat Odisha. De krant kwam voor het eerst uit in het voorjaar van 2011. De broadsheet-krant is gevestigd in Bhubaneshwar. Het blad is begonnen door Navajat Printers en  Media Pvt. Ltd..